# هنری ویکتور
هنری ویکتور (انگلیسی: Henry Victor؛  ‏۲ اکتبر ۱۸۹۲ – ۱۵ مارس ۱۹۴۵) بازیگر اهل بریتانیا بود. وی بین سال‌های ۱۹۱۴ تا ۱۹۴۵ میلادی فعالیت می‌کرد.
از فیلم‌ها یا برنامه‌های تلویزیونی که وی در آن نقش داشته است، می‌توان به با احتیاط جابه‌جا کنید، شرلوک هولمز و سلاح مخفی، پول، عجیب‌الخلقه‌ها و زیرزمین اشاره کرد.